# Mathis Landwehr
Mathis Landwehr (Stoccarda, 30 maggio 1980) è un attore tedesco.

## Carriera
Figlio di uno scenografo e di un drammaturgo, Mathis Landwehr inizia a lavorare come attore all'età di dodici anni, interpretando alcuni ruoli a teatro. Il suo primo ruolo in una produzione cinematografica arriva nel 2002, quando recita nel cortometraggio Kampfansage 2. A questa esperienza seguiranno varie altre parti in produzioni televisive e cinematografiche fra cui il film statunitense V per vendetta.
Fin dall'età di sei anni, si dedica anche alle arti marziali,  studiando e praticando varie discipline fra cui Taekwondo, Muay Thai, Tai Chi, Capoeira e la boxe. Proprio grazie a queste conoscenze, Landwehr viene scelto per interpretare il ruolo del monaco combattente Fratello Lasko, protagonista della serie televisiva Lasko, in onda dal 2009 su RTL Television.

## Filmografia

### Cinema
- Kampfansage 2, regia di Johannes Jaeger - cortometraggio (2002)
- Tripdeluxe, regia di Jan Cronauer - cortometraggio (2004)
- The Challenge - La sfida (Kampfansage - Der letzte Schüler), regia di Johannes Jaeger (2005)
- V per vendetta (V for Vendetta), regia di James McTeigue (2006)
- Kingz , regia di Benjamin Diez e Marinko Spahic - cortometraggio (2007)
- Perfect Hideout , regia di Stephen Manuel (2008)
- Darth Maul: Apprentice, (2016)

### Televisione
- Lasko - Il treno della morte (Im Auftrag des Vatikans), regia di Diethard Küster - film TV (2006)
- LadyLand - serie TV, episodio 1x03 (2006)
- Die Rettungsflieger - serie TV, episodio 11x13 (2007)
- Lasko - serie TV, 15 episodi (2009-2010)
- SOKO Köln - serie TV, episodio 6x24 (2010)
- SOKO Stuttgart - serie TV, episodio 2x20 (2011)